# Grandvelle-et-le-Perrenot
Grandvelle-et-le-Perrenot è un comune francese di 351 abitanti situato nel dipartimento dell'Alta Saona nella regione della Borgogna-Franca Contea.

## Società

### Evoluzione demografica
Abitanti censiti